# سيرينا ألتشول
سيرينا ألتشول (بالإنجليزية: Serena Altschul)‏ هي صحفية أمريكية، ولدت في 13 أكتوبر 1970 في نيويورك في الولايات المتحدة.

## وصلات خارجية
- سيرينا ألتشول على موقع IMDb (الإنجليزية)
- سيرينا ألتشول على موقع قاعدة بيانات الفيلم (الإنجليزية)